# En såpa
En såpa (originaltitel: En soap) är en dansk film från 2006. Filmen är regisserad av Pernille Fischer Christensen och har Trine Dyrholm och David Dencik i huvudrollerna. 
Efter att ha gjort slut med sin pojkvän flyttar Charlotte (Trine Dyrholm) in i en ny lägenhet i ett hyreshus. Hon lär känna sin granne Veronica (David Dencik), och de två inleder ett förhållande. Filmen blandar Dogme- estetik med de dramaturgiska grepp som används inom såpopera.

## Rollista
| Skådespelare        | Roller          |
| ------------------- | --------------- |
| Trine Dyrholm       | Charlotte       |
| David Dencik        | Veronica        |
| Frank Thiel         | Kristian        |
| Elsebeth Steentoft  | Veronicas mamma |
| Christian Tafdrup   | Kund            |
| Pauli Ryberg        | Kund            |
| Jakob Ulrik Lohmann | One-Night Stand |
| Claes Bang          | One-Night Stand |
| Christian Mosbæk    | berättare       |